# 한국산업기술평가관리원
한국산업기술기획평가원(韓國産業技術企劃評價院, Korea Planning & Evaluation Institute of Industrial Technology, KEIT)은 산업기술개발에 대한 기획, 평가, 관리 등의 사업을 수행함으로써 산업기술의 혁신을 통한 산업경쟁력과 국가혁신역량 제고에 기여할 목적으로 설립된 대한민국 산업통상자원부 산하 위탁집행형 준정부기관이다. 2009년 기존의 한국산업기술평가원, 한국산업기술재단, 한국부품소재산업진흥원, 정보통신연구진흥원, 한국디자인진흥원, 국가청정생산지원센터, 한국기술거래소 등 지식경제부 산하 7개 R&D지원기관의 평가 관련 업무를 통합 및 이관하여 대구본원, 대전분원, 서울사무소를 운영하고 있다. 서울특별시 강남구 역삼동 701-7 한국기술센터 9~13, 15층에 위치하고 있었지만, 혁신도시 사업에 따라 대구광역시 동구 첨단로 8길 32 (신서동 1152번지)로 이전하였다. 단, 전략기획본부와 디지털전략본부 등은 대전광역시 서구 문정로 48번길 48 계룡사옥 3층에 위치하고 있다.

## 설립 근거
- 산업기술혁신촉진법[3]

## 연혁
- 2008년 8월 26일 제2차 공공기관 선진화 계획 발표
- 2009년 1월 30일 산업기술혁신촉진법 개정안 공포
- 2009년 2월 2일 기술개발지원기관설립위원회 설치
- 2009년 5월 4일 한국산업기술평가관리원 설립.[4] 초대 서영주 원장 취임
- 2010년 2월 22일 2본부에서 3본부로 확대 개편 (대전분원 신설)
- 2012년 5월 7일 제2대 이기섭 원장 취임[5]
- 2014년 11월 11일 한국산업기술평가관리원 대구 본원 개관식(서울→대구 이전)
- 2015년 7월 1일 제3대 성시헌 원장 취임
- 2019년 3월 27일 제4대 정양호 원장 취임
- 2019년 7월 25일 공식 유튜브 개설(https://www.youtube.com/channel/UCzW0FveoY3_sTgBjvpG7Kwg)
- 2022년 9월 7일 제5대 전윤종 원장 취임
- 2023년 9월 21일 한국산업기술기획평가원 출범

## 조직
1. 원장실
2. 감사단
3. 경영전략부원장
4. 산업혁신부원장

- 조직은 자주 변경되기 때문에 KEIT 홈페이지(https://www.keit.re.kr/index.do 보관됨 2020-03-06 - 웨이백 머신 보관됨 2020-03-06 - 웨이백 머신)에 가서 조직도 확인하는 것을 추천